# Francisco Javier Esquembre Menor
Francisco Javier Esquembre Menor, més conegut com a Patxi Esquembre (Villena, Alt Vinalopó, 1962) és un polític ecologista valencià, alcalde de Villena entre 2011 i 2019 pels Verds de Villena.

## Biografia
Metge de professió, és el líder del partit ecologista Els Verds de Villena. Entre 1993 i 1999 va treballar a Guatemala com a coordinador de la Comissió de Salut del Vicariato Apostólico de Petén. A Guatemala va ser també membre de la comissió de seguiment dels Acords de Pau de Petén, firmats el 1996 pel govern guatemalenc i la guerrilla de la Unidad Revolucionaria Nacional Gutemalteca.
Entre 2011 i 2019 va ser alcalde de Villena, gràcies a un pacte amb el PSPV-PSOE i Villena Centro Democrático (una escissió del Partit Popular). La seua alcaldia va suposar el primer alcalde ecologista d'Espanya.